# Ернст I (Брауншвайг-Гьотинген)
Ернст I (на немски: Ernst I fon Braunschweig-Göttingen; * 1305, † 24 април 1367) от род Велфи, е херцог на Брауншвайг-Люнебург и от 1344 до 1367 г. княз на Княжество Гьотинген.

## Живот
Син е на херцог Албрехт II († 1318) и на Рикса фон Верле († 26 ноември 1317), дъщеря на принц Хайнрих I фон Верле.
След смъртта на баща му на 22 септември 1318 г. брат му Ото управлява сам. След смъртта на бездетния Ото през 1344 г. братята Ернст и Магнус си разделят територията: Ернст управлява Княжество Гьотинген, Магнус – Княжество Брауншвайг-Волфенбютел.
През 1364 г. Ернст предоставя частично управлението на син си Ото I.

## Фамилия
Ернст се жени през 1339 г. за Елизабет фон Хесен († 7 март 1390), дъщеря на ландграф Хайнрих II от Хесен „Железния“. Те имат децата:
- Рикса († ок. 1405), абатиса на Мариенгартен
- Аделхайд (* ок. 1343; † 1408), омъжена пр. 11 август 1371 г. за граф Хайнрих X фон Хонщайн-Клетенберг († 1428/1430)
- Агнес фон Брауншвайг († 1416), омъжена за граф Готфрид VIII фон Цигенхайн († 1394)
- Ото I (* 1340, † 13 декември 1394), княз на Гьотинген
- син, определен за духовник